# 402 (số)
402 (bốn trăm linh hai) là một số tự nhiên ngay sau 401 và ngay trước 403.